# Aeropuerto del Condado de Chilton
El Aeropuerto del condado de Chilton (FAA LID: 02A), también conocido como Gragg-Wade Field, es un aeropuerto de uso público ubicado en el condado de Chilton, Alabama, Estados Unidos. Se encuentra a una milla náutica (2 km) al este del distrito comercial central de Clanton, Alabama. Es propiedad de la Autoridad Aeroportuaria del Condado de Chilton.
Este aeropuerto está incluido en el Plan Nacional de Sistemas Aeroportuarios Integrados de la FAA para 2011–2015 y 2009–2013, ambos lo clasificaron como una instalación de aviación general.

## Instalaciones y aeronaves
El aeropuerto del condado de Chilton cubre un área de 101 acres (41 ha) a una altura de 585 pies (178 m) sobre el nivel del mar. Tiene una pista designada 8/26 con una superficie de asfalto que mide 4,008 por 100 pies (1,222 x 30 m).
Para el período de 12 meses que finalizó el 5 de noviembre de 2010, el aeropuerto tuvo 23,924 operaciones de aeronaves de aviación general, un promedio de 65 por día.